# Behemoth
Behemoth е полска метъл група, смятана за една от водещите в жанра дет метъл от средата на 90-те. Неин лидер е вокалиста и китарист с прозвище Нергал.
Групата започва да свири началото на 90-те в стил блек метъл, вдъхновени от основателите на този жанр Венъм. Издават няколко демота, преди да постигнат някаква популярност. През състава минават различни членове, като единствения задържал се от началото е Нергал. В края на десетилетието стила им се променя в т.нар. blackened death metal.

## История
Групата е сформирана като трио през 1991 г. Първите опити са с примитивно качество – касетата „Endless Damnation“ и последвалите я демота „The Return of the Northern Moon“ и „From the Pagan Vastlands“, като второто е изключително важно за по-нататъшното развитие на Behemoth. След известно време групата подписва договор с италианците Entropy Records и им се дава шанс да издадат своя дебют – миниалбум, озаглавен „And the Forests Dream Eternally“. Един от ключовите албуми на Behemoth е „Sventevith (Storming near the Baltic)“, който бързо добива популярност и позитивни отзиви. Това довежда до ново ниво в развитието на групата – поляците вече са под крилото на по-голям и значителен лейбъл, а именно – немците от Solistitium. Тримата членове на групата тогава: Nergal, Baal и Les правят втори запис, озаглавен „Grom“. Добавени са синтезатори и акустични китари, а също и женски вокали. В следващия албум на Behemoth, озаглавен „Pandemonic Incantations“ се появява барабанистът Inferno, който и до днес е в състава на поляците. За жалост албумът не е промотиран по подобаващ начин, което води до липса на интерес към него, въпреки качеството му. Следващата творба в дискографията на групата е „Satanica“. Именно тук започва леката промяна в стила на поляците, която се засилва с всеки изминал албум – от чист блек метъл към така нареченият „blackened death“. Следващият албум на групата е „Thelema 6“. Текстовете са писани от Nergal и Кристоф Азаревич.
В следващите няколко години групата посещава множество метъл мероприятия и предприема редица турнета. През 2001 г. записват в Hendrix Studio албума „Zos Kia Cultus“, отварящ нова страница в творчеството на поляците. Звученето е по-твърдо и по-дет, а вокалите на Nergal звучат по абсолютно различен начин. След този албум двама от членовете на групата – Novy и Havok, се оттеглят, за да обърнат повече внимание на собствените си проекти. Положението се стабилизира, когато сесийният китарист Seth и басистът Orion заместват напусналите. Последният албум на групата, озаглавен „Demigod“, не се различава особено от другите творби на Behemoth и отново представя мистични текстове и взривяващи китарни рифове и бластбийтове.

## Дискография
- „Sventevith (Storming Near the Baltic)“ (1995)
- „Grom“ (1996)
- „Pandemonic Incantations“ (1998)
- „Satanica“ (1999)
- „Thelema.6“ (2000)
- „Zos Kia Cultus (Here and Beyond)“ (2002)
- „Demigod“ (2004)
- „The Apostasy“ (2007)
- „At the Arena ov Aion – Live Apostasy“ (2008)
- „Evangelion“ (2009)
- „The Satanist“ (2014)
- „I Loved You at Your Darkest“ (2018)
- „Opvs Contra Natvram“ (2022)
- „The Shit ov God“ (2025)